# جان فرانسوا بيروبيه
جان فرانسوا بيروبيه هو لاعب هوكي جليد كندي، ولد في 13 يوليو 1991 في ريبنتينيي في كندا.

## وصلات خارجية
- جان فرانسوا بيروبيه على موقع دوري الهوكي الوطني (الإنجليزية)
- جان فرانسوا بيروبيه على موقع EliteProspects.com (الإنجليزية)
- جان فرانسوا بيروبيه على موقع HockeyDB.com (الإنجليزية)
- جان فرانسوا بيروبيه على موقع Hockey-Reference.com (الإنجليزية)